# Ministero federale per la salute
Il Ministero federale della salute (in tedesco: Bundesministerium für Gesundheit, BMG) è il ministero del governo federale tedesco responsabile della politica sanitaria.
È gestito dal 8 dicembre 2021 da Karl Lauterbach (SPD).

## Storia
Il Ministero federale della salute (Bundesministerium für Gesundheitswesen) è stato creato nel 1961.
Nel 1969 fu riunito con il Portafolio della famiglia e della gioventù in un ministero federale della gioventù, della famiglia e della salute. I due portafogli sono stati separati nel 1991. Alla fine dell'anno precedente, dopo la riunificazione, il Ministero della Salute della RDT è stato sciolto.
Nel 2002 è diventato il Ministero federale della salute e della previdenza sociale, ricevendo i poteri di riserva dal Ministero federale del lavoro e dell'ordine sociale e il lavoro è stato unito al Ministero dell'economia. La distribuzione tradizionale è ripresa nel 2005.

## Funzioni
Il ministero è responsabile della politica del governo in merito a:
- assicurazione sanitaria obbligatoria e assicurazione contro la dipendenza;
- gestione e riforma del sistema sanitario;
- regolazione dell'ospedalizzazione e dei farmaci;
- prevenzione e lotta contro la droga;
- diritti dei disabili;
- politiche sanitarie a livello europeo e internazionale.

## Organizzazione
Il ministero è un'amministrazione federale suprema. Il bilancio federale stanzia 2,920 miliardi di euro per il 2007.
Il ministro federale è assistito da un segretario di Stato (Staatssekretär) e da due segretari di stato parlamentari (parlamentarische Staatssekretäre). Responsabili per il ministero sono anche il delegato del governo federale per la droga e per gli interessi del paziente.
La sede del ministero è a Bonn, con le amministrazioni a Berlino.